# Mălușteni (gmina)
Mălușteni – gmina w Rumunii, w okręgu Vaslui. Obejmuje miejscowości Ghireasca, Lupești, Mălușteni, Mânăstirea, Mânzătești i Țuțcani. W 2011 roku liczyła 2462 mieszkańców.